# Madeleine Dupont
Madeleine Kanstrup Dupont (Glostrup, 26 maggio 1987) è una giocatrice di curling danese.
Ha vinto la Frances Brodie Award nel 2004. 
Attualmente lancia le stones per ultima nella squadra danese capitanata da Angelina Jensen.
Madaleine Dupont ha capitanato la squadra danese a due eventi World Championships, finendo 8ª nel 2004 al Ford World Curling Championship e classificandosi 10ª nel 2005 al World Women's Curling Championship. 
Ha vinto una medaglia d'oro al World Junior "B" Championship nel 2004, e una medaglia d'argento nel 2002 ai Campionati Europei di Curling come riserva di Dorthe Holm.
La Dupont ha vinto una medaglia di bronzo ai Mondiali Juniores 2007 e una medaglia d'argento nel 2007 al World Women's Curling Championship.